# Glycydendron amazonicum
Glycydendron amazonicum là một loài thực vật có hoa trong họ Đại kích. Loài này được Ducke mô tả khoa học đầu tiên năm 1922.